# Khế
Khế là quả của cây Averrhoa carambola thuộc Họ Chua me đất, có nguồn gốc từ Sri Lanka và được biết đến rộng rãi tại Đông Nam Á. Khế là một loại cây rất dễ dàng phát triển mạnh ở vùng môi trường nhiệt đới. Năng suất của cây khế rất cao, thường rơi vào khoảng 9-10 vụ thu hoạch mỗi năm. Cây khế cũng được trồng tại Ghana, Brasil và Guyana. Tại Hoa Kỳ nó được trồng với quy mô thương mại tại miền nam Florida và Hawaii.

## Miêu tả
Cây khế có lá kép dài khoảng 4 cm. Hoa khế màu hồng tím, xuất hiện tại nách lá, hoặc tại đầu cành. Cây khế có nhiều cành, cao đến khoảng 4 m. Khác với nhiều cây nhiệt đới khác, cây khế không cần nhiều nắng. Quả màu vàng hoặc xanh, có 5 múi, có trường hợp cho ra 6 múi (cho nên lát cắt ngang của quả có hình ngôi sao). Quả khế giòn, có vị chua ngọt, hao hao giống vị của quả lê dứa. Các hạt nhỏ, màu nâu. Có hai giống là khế chua và khế ngọt. Khế chua thường có múi nhỏ, còn khế ngọt thường có múi to và mọng hơn. Quả khi còn non có màu xanh, khi chín ngả sang màu vàng. Sở dĩ cái tên khế (star fruit) ra đời bởi khi cắt ngang, hình dạng miếng khế trông giống một ngôi sao (star) (Xem bảng bên dưới).
| Loại khế | Khế chua | Khế ngọt  | Múi              |
| -------- | -------- | --------- | ---------------- |
| Vị       | Chua     | Chua ngọt | 5 múi hoặc 6 múi |
| Độ giòn  | Giòn     | Giòn      | Giòn             |

## Công dụng
Ở Ấn Độ, quả khế được ăn để cầm máu và giảm trĩ, nước ép dùng làm thuốc hạ sốt. Ở Brasil, người ta dùng khế làm thuốc lợi tiểu trong trường hợp tiểu ít. Nước sắc cành lá mang quả trị lở ngứa do sơn ăn (nếu để nhựa mủ của cây sơn-Rhus verniciflua dính da sẽ gây lở loét da). Hột khế giã nát sắc uống có tính lợi sữa, điều kinh, giải độc. Bột hột khế khô có tính an thần nhẹ.
Giá trị dinh dưỡng của khế không cao (100 g khế chỉ cho 35,7 calo). Vị chua của khế là do các axít hữu cơ, có từ 800–1250 mg/100 g khế, trong đó từ 300–500 mg axit oxalic, 300–430 mg axit tartric, 140–220 mg axit succinic, 100–130 mg axit citric. Khế ít chua chứa 4–70 mg axit oxalic.
Ngoài ra, khế cũng chứa một lượng nhỏ các khoáng chất quan trọng như magnesi, phosphor, kali, sắt và kẽm.
Ngay cả vỏ quả cũng cung cấp 3g chất xơ, giúp thúc đẩy tiêu hóa khỏe mạnh và ngăn chặn sự hấp thu cholesterol lipoprotein (LDL) gây hại trong ruột của bạn.
Các vitamin C trong quả khế có tác dụng như một chất chống oxy hóa tự nhiên mạnh mẽ, cung cấp 34.4 mg, tương đương 57% lượng vitamin C cần thiết cho cơ thể trong một ngày, giúp hỗ trợ hệ thống miễn dịch chống lại các gốc tự do gây viêm tế bào.
Hơn nữa, nó còn có nhiều chất flavonoid chống oxy hóa như epicatechin, acid gallic và quercetin.

## Hình ảnh

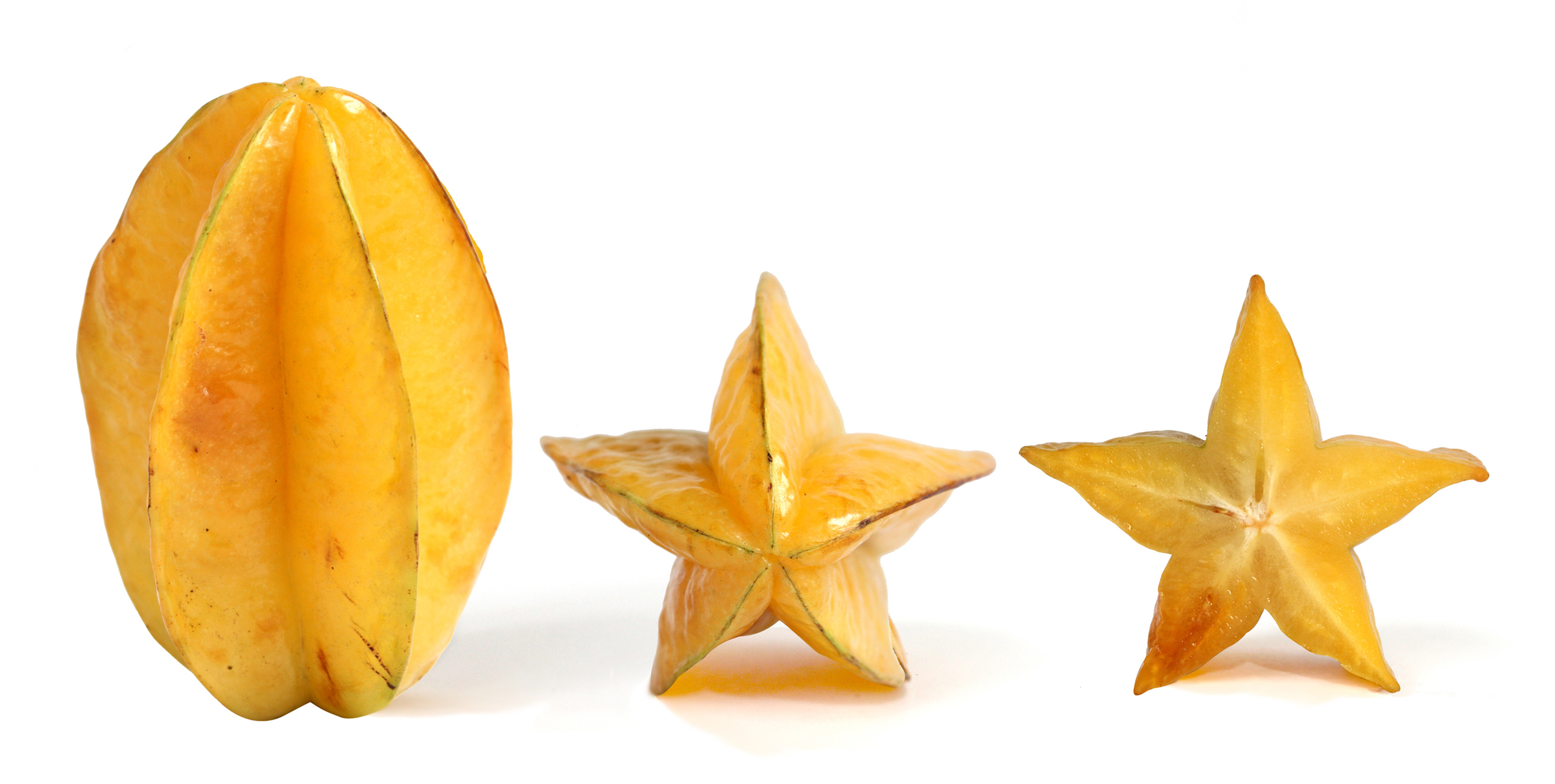
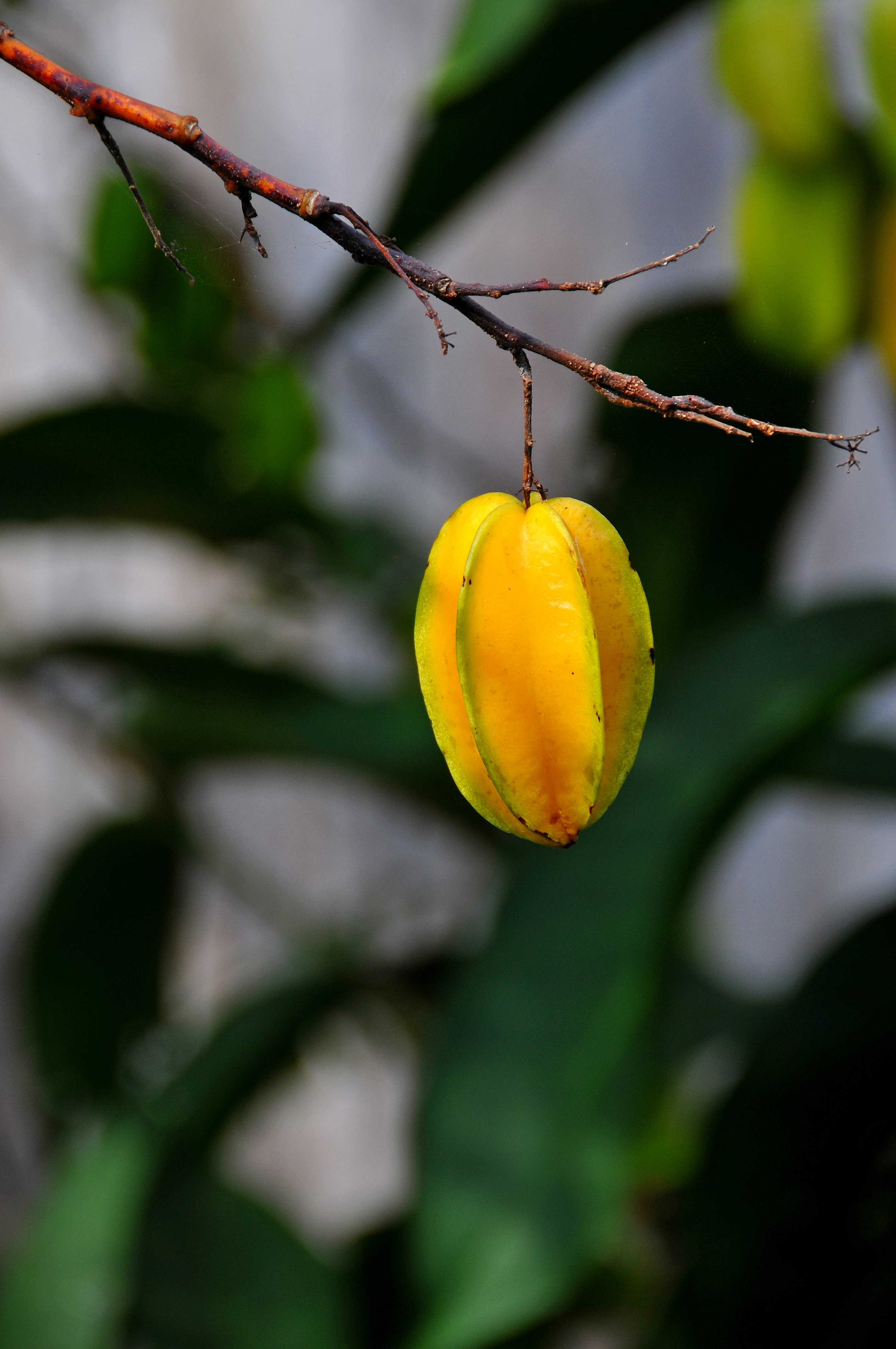
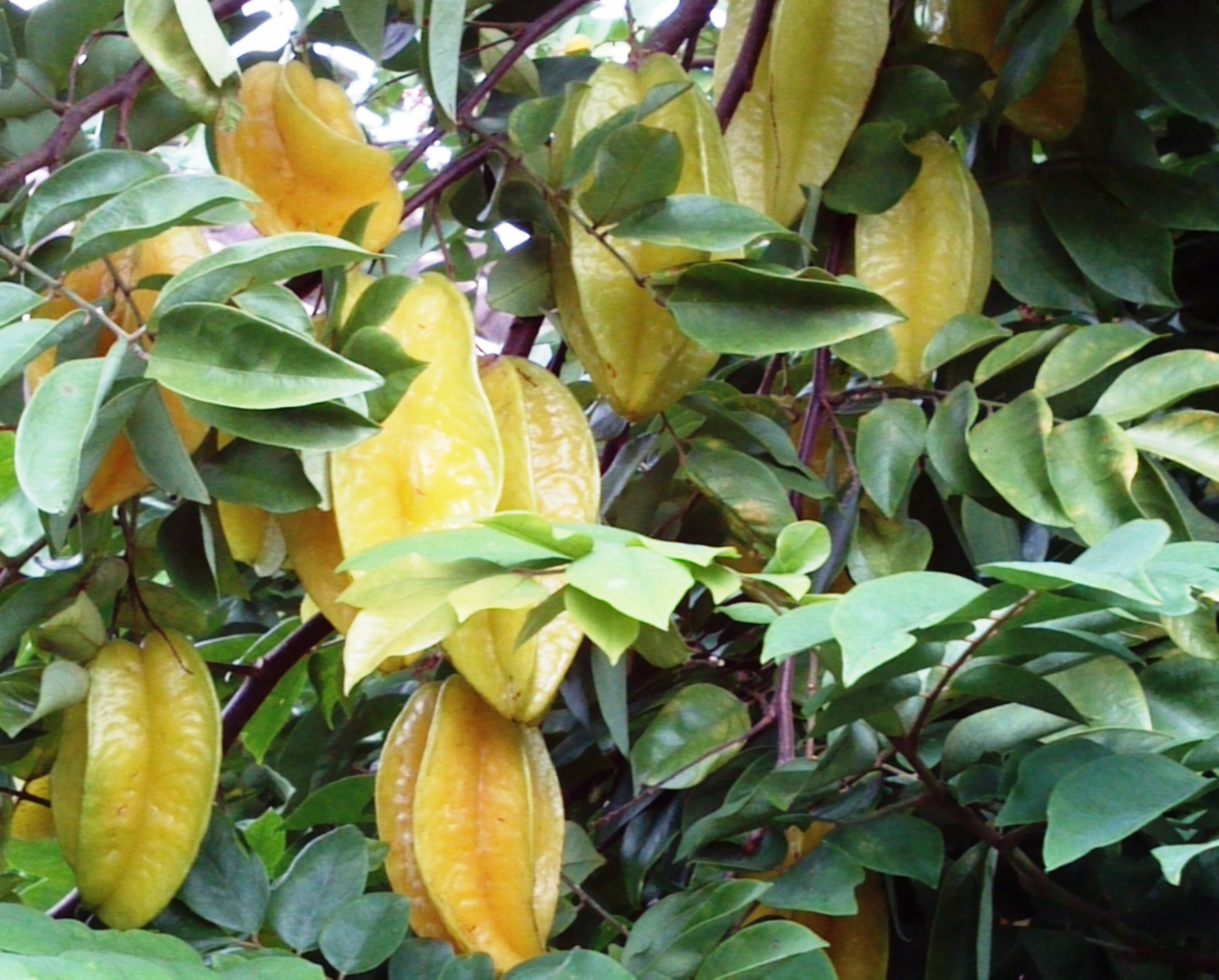
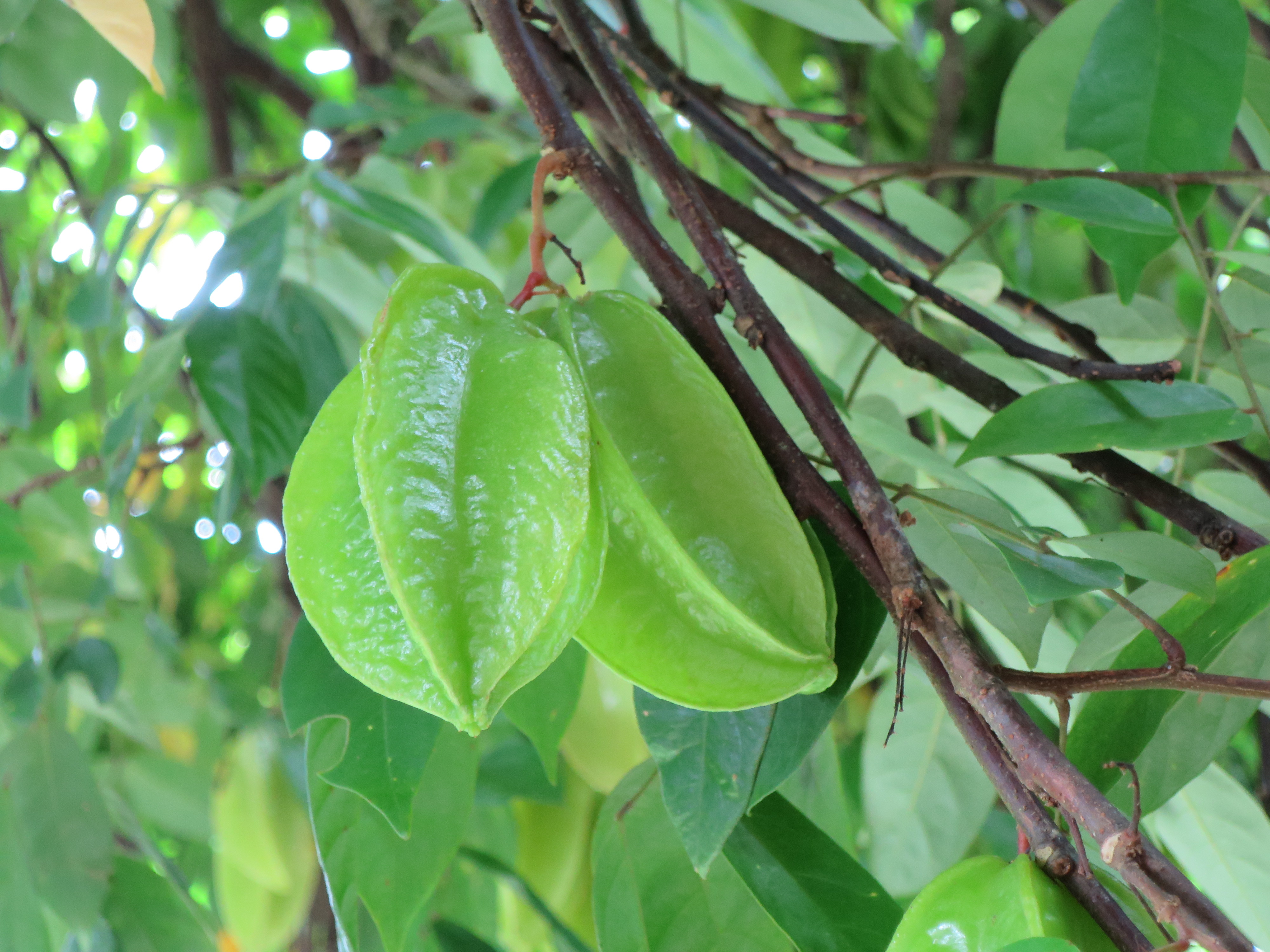
Khế xanh
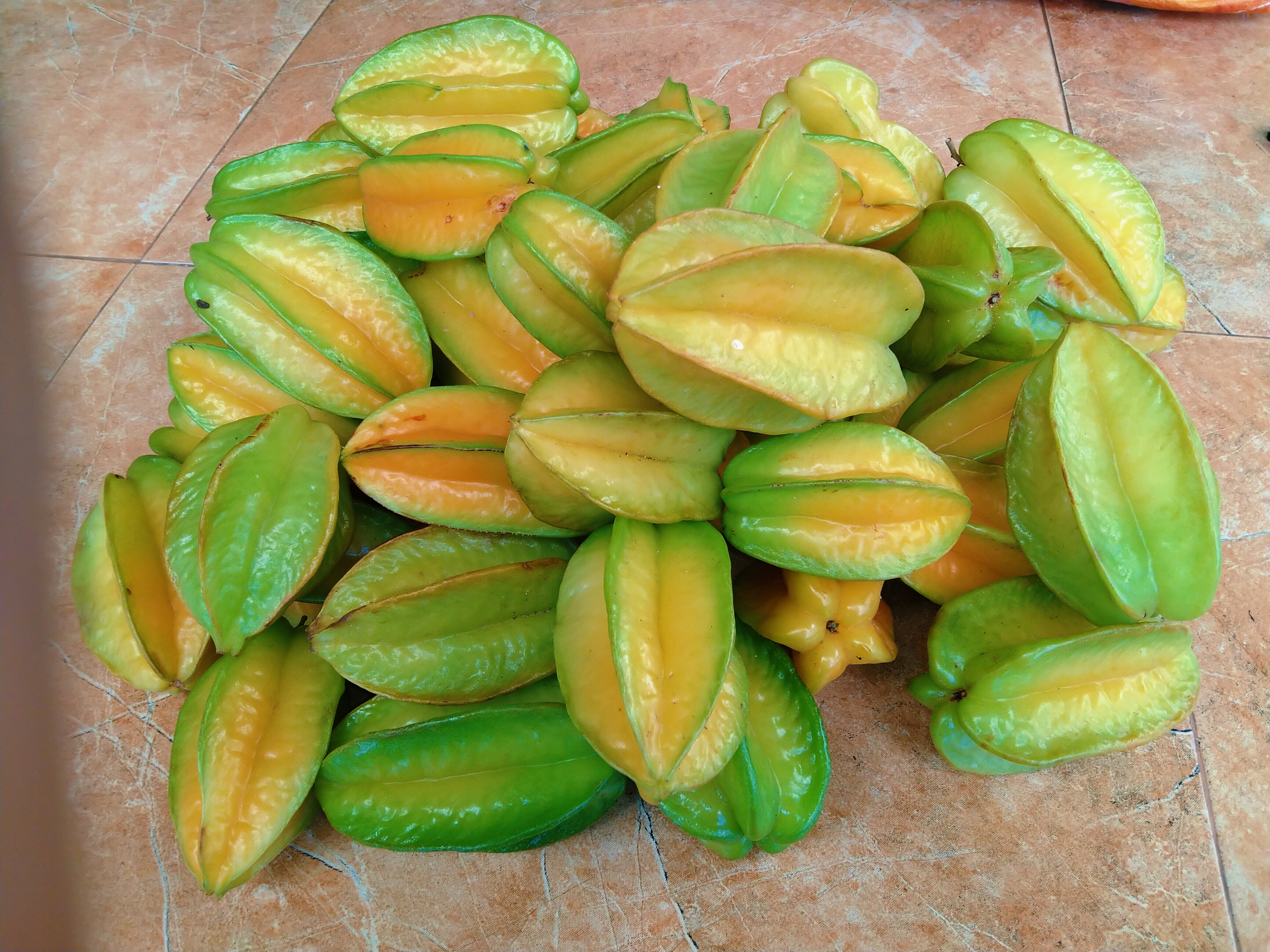
Một số trái khế
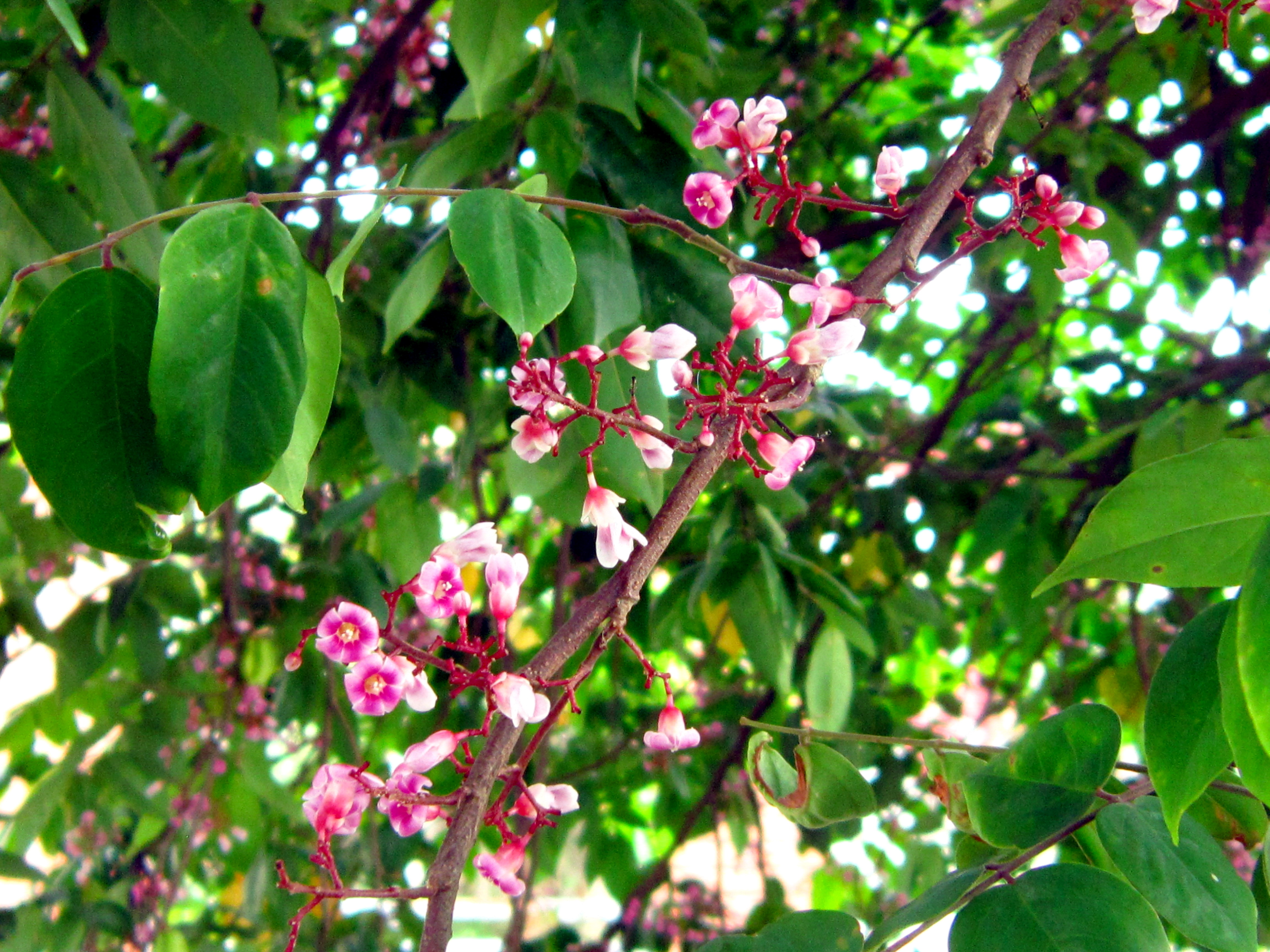
Lá và hoa khế ở Việt Nam
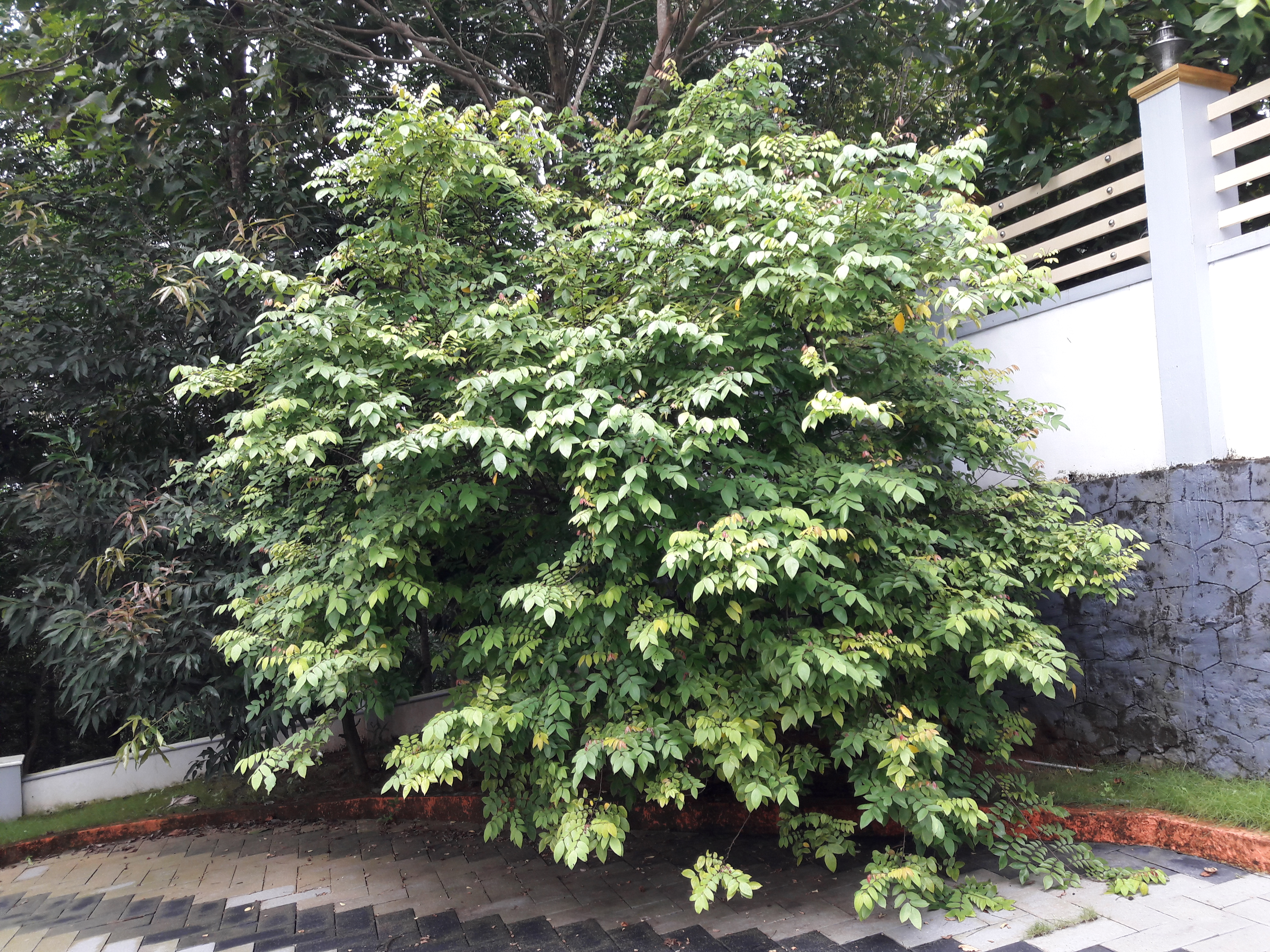
Cây khế trước khi tỉa
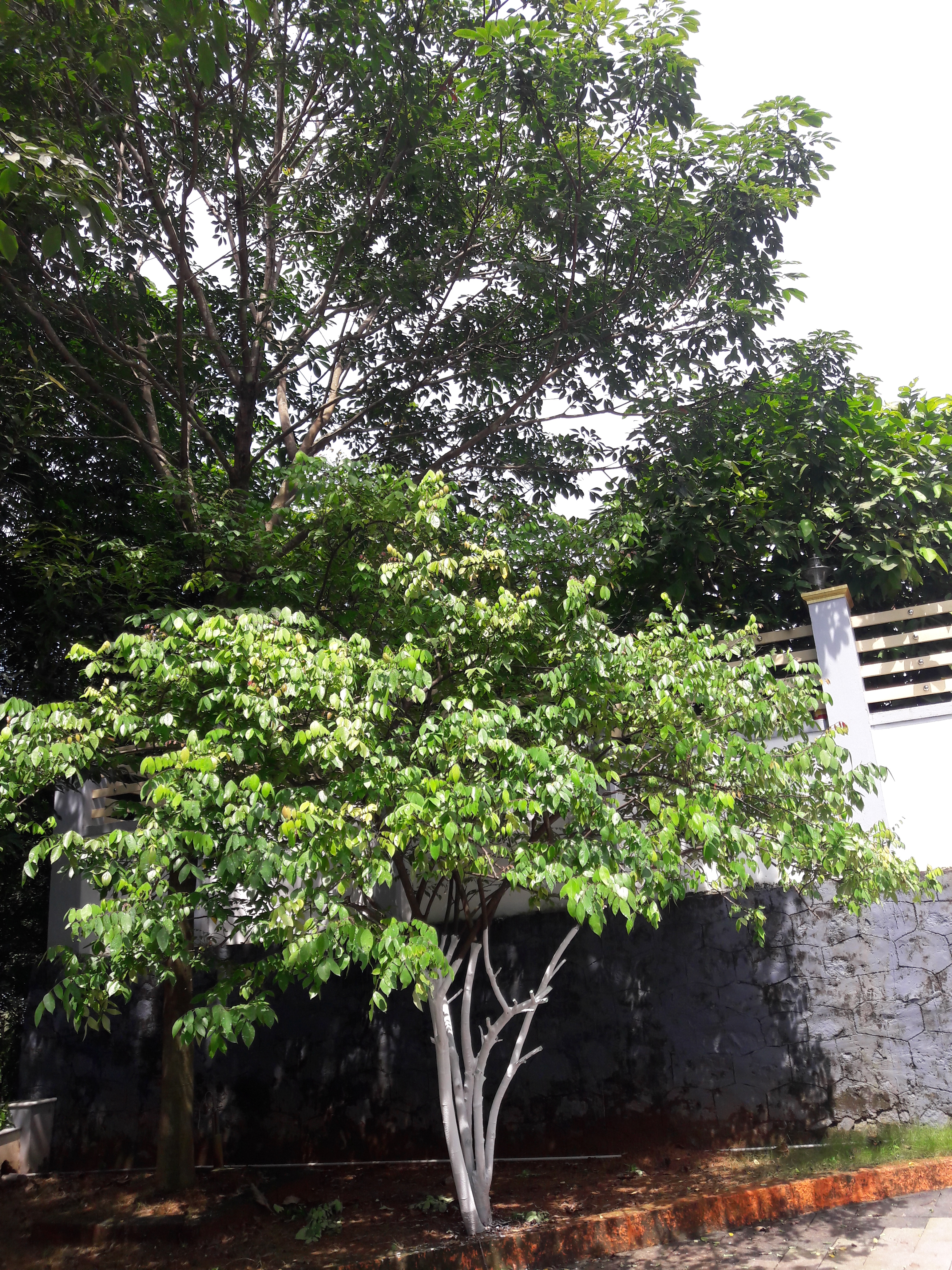
Cây khế sau khi tỉa
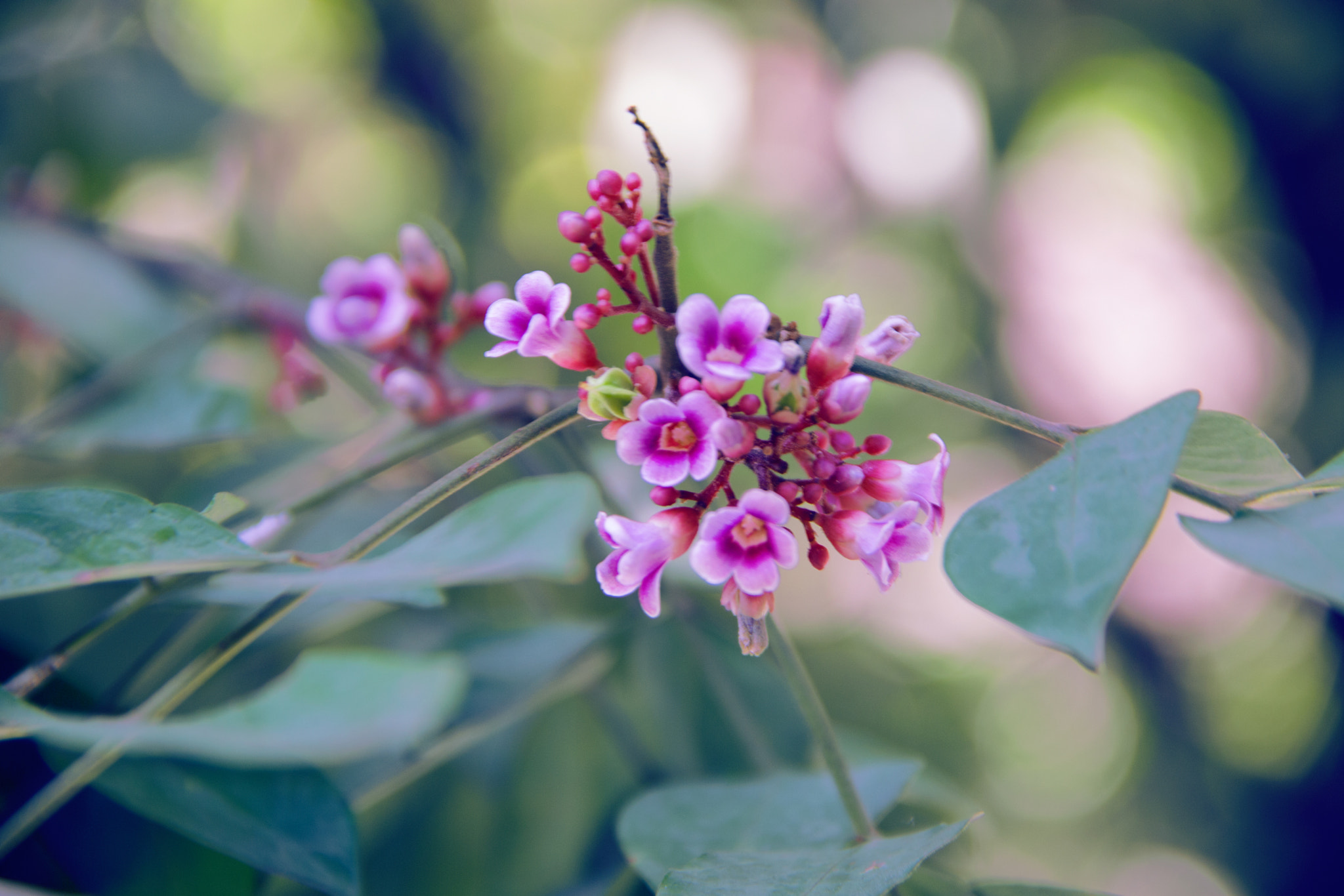
Hoa khế